# For today
『For today』(フォー・トゥデイ)は日本の歌手絢香の1作目の配信限定シングル

## 解説
シングルとしては、『CLAP&LOVE/Why』より約2ヶ月ぶりのシングルとなり、絢香自身としては初の配信限定シングルとなる。
本作は『ポッキー&メンズポッキー』の新しいCMのCMソングとして起用されており、本作が発売される以前にライブツアーにていち早く披露されていた楽曲となっていたのだと言う。
本作は先のポッキーのCMが制作されたのがきっかけで生まれた曲だったそうで、CM制作の関係者が絢香のデビュー前に開催したライブを鑑賞して衝撃を受けるほどの鮮烈な印象を覚え、ライブ中に披露されたアップテンポの楽曲を非常に気に入った事もあり、「絢香さん史上最も盛り上がりはじけたような楽曲を作って欲しい」との打診を受けて制作されたのがこの曲であったと言う。
絢香は本作に関して「この曲は、タイトルにもあるように今を一生懸命に走り抜く、生きる、楽しんでいく。けど、その日常の中で「今の自分は一体何をしたんだろうな？」と自問自答の日々が送っている人は大勢いると思います。そう思った時は本当に何気なくって感覚で構いません。普段気にも止めない景色や物事に目を向けてみて欲しいです。慌ただしく生きている時には気付かなかった景色の美しさや輝きを見つけられると思います。懸命に生き抜いた日は自分を誉めてあげること、自噴を認めて好きになっていく事でその日がきっと良い日になって行くと思います。小さい時からよく食べていたポッキーのCMに自分の曲が起用される日がくるとは思っても見なかった事で、とても光栄に思う限りです。」と語っている。

## 収録曲
1. For today (3:45)
作詞：絢香 / 作曲：西尾芳彦、絢香 / 編曲：L.O.E
江崎グリコ「ポッキー」CMソング。